# Osiješki tramvaj
Tramvajski promet v Osijeku obstaja že od leta 1884, ko je začel obratovati tramvaj s konjsko vprego. S tem je Osijek postal prvo mesto na Hrvaškem in eno prvih mest v tem delu Evrope, ki je uvedlo tramvajski promet. Sistem je bil elektrificiran leta 1926. Danes tramvajski promet obratuje na dveh dnevnih linijah, upravlja pa ga Mestni potniški promet Osijek (Gradski prijevoz putnika Osijek, GPP).

## Zgodovina
Pred uvedbo tramvajev je bil javni prevoz v Osijeku sestavljen iz vagonov in vozičkov, ki so jih zasebniki uporabljali za prevoz potnikov in tovora. Morebitna uvedba tramvajev v javni promet je bila prvič omenjena leta 1868, vendar se je to uresničilo šele leta 1884, kljub subvencijam, ki jih je mestna oblast ponudila za izgradnjo sistema.
Leta 1883 je bila ustanovljena Delniška družba za gradnjo konjskih železnic v Osijeku, ki je 14. julija istega leta prejela koncesijo za gradnjo enotirne tramvajske proge. Uradno je bila odprta za promet 10. septembra 1884 in je potekala od zgornjemestske cerkve sv. Roka skozi trdnjavo do Spodnjega mesta. Leta 1889 je bila zgrajena proga do železniške postaje, kasneje pa od Citadele do Mestnega vrta.
Leta 1898 je bila predlagana elektrifikacija tramvaja, vendar je bila zaradi nesoglasij med mestno upravo ter Delniško družbo za plin in Delniško družbo za tramvaje celotna elektrifikacija mesta prestavljena, tramvaj pa je bil dokončno elektrificiran šele leta 1926. Istega leta je 1. aprila pol ure po polnoči konjska vprega končala svoje delo z vožnjo od Spodnjega do Gornjega mesta. Hkrati so se začela dela na elektrifikaciji sistema, ki so bila končana 12. decembra 1926, ko je bil električni tramvaj prvič dan v promet na spremenjeni trasi od Podgrađa do Donjega grada, ki je namesto v Tvrđo vozila po progi, po kateri vozi še danes. Spremenjena je bila tudi trasa druge proge, tako da je bil tramvaj proti postaji preusmerjen na Đakovščino, namesto na današnjo ulico Hrvatske Republike, ki se je uporabljala do takrat. Prve osiješke električne tramvaje je izdelalo češko podjetje Škoda.
V začetku 1960-ih so začeli obratovati hrvaški tramvaji TMK 101, ki jih je izdeloval "Đuro Đaković", leta 1968 pa so v promet uvedli prve tramvaje Tatra T3, ki jih je izdelal češki ČKD. Kot najsodobnejši tramvaji tistega časa so postopoma začeli nadomeščati tramvaje TMK 101, ki so jih leta 1972 prepeljali v Zagreb.
V začetku 1970-ih je bila zgrajena nova dvotirna proga od Podgrađa do začetka Višnjevca, leta 1990 pa proga na drugi progi do sredine Vinkovačke ulice. Sledila je vojna na Hrvaškem in srbsko obleganje Osijeka, ki je vplivalo tudi na osiješki tramvajski sistem. Umrla sta dva voznika tramvaja: Nezida Tojčić za volanom tramvaja in Marija Lacković med umikom v zaklonišče. Tudi drugi tramvajski delavci so tvegali svoja življenja, da bi zagotovili prevoz svojim someščanom do želenih ciljev. Delavci, odgovorni za kontaktne daljnovode, so med razglašenimi izrednimi razmerami pogosto popravljali tire, da so tramvaji lahko prevažali potnike, ko je nevarnost minila. Med tarčami agresorjevega obstreljevanja je bil tudi žreb, v katerem je bilo več tramvajev nepovratno uničenih. Zato so ponoči preostala vozila premestili na ulice po mestu, kjer so bila relativno varnejša.
Leta 1995 so iz Mannheima kupili več tramvajev Düwag GT6, ki se zaradi večje kapacitete potnikov še vedno uporabljajo v dnevnih prometnih konicah. Druga proga je bila leta 2006 podaljšana na dvotirno do Mackamame, leta 2008 pa na enotirno do Bikare. V letih 2006 in 2007 so v Krnovu na Češkem postopoma prenovili tramvaje Tatra T3 na sodoben tip Tatra T3R.PV. Elektronski sistem plačevanja prometa Butra je začel delovati leta 2008.
Hkrati so se nadaljevali načrti za širitev tramvajskega omrežja. Maja 2012 je bila podpisana pogodba za gradnjo železnice skozi Višnjevac in Josipovac, po kateri bi prva faza podaljšala železnico do središča Višnjevca, druga pa do središča Josipovca. Dela na prvi fazi so bila zaključena 30. novembra 2014 z odprtjem novega odseka železnice skozi Višnjevac. V začetku oktobra 2016 je bilo objavljeno, da bodo evropska sredstva financirala nadaljevanje gradnje železnice do Josipovca, pa tudi nakup 30 nizkopodnih tramvajev. Načrtovana je bila tudi povezava obeh prog med Zelenim Poljem in Bikaro, izgradnja nove proge do Centralnega pokopališča ter izgradnja novega omrežja kontaktne mreže in remize. Omenjeni projekt na koncu ni bil izveden.
Šele 29. septembra 2021 je bila podpisana pogodba o modernizaciji celotnega javnega mestnega prometa s poudarkom na modernizaciji tramvajskega prometa, ki bi vključevala obnovo 9,5 kilometra železnice, obnovo usmerniških postaj in električnega omrežja, prilagoditev 23 tramvajskih postajališč za osebe z invalidnostjo in na koncu še nakup 23 nizkopodnih tramvajev. Izvedba projekta se je začela 21. marca 2022 z deli na Strossmayerovi ulici, na odseku med Svilajsko ulico in staro obračalnico Višnjevka, kjer je bil najprej odstranjen stari tir, nato pa nameščen nov. Dela na omenjenem odseku so bila zaključena sredi junija istega leta, ko so se začela dela na rekonstrukciji odseka med Trgom Anteja Starčevića in Rokovo ulico.
7. marca 2025 je bil predstavljen Končarjev model tramvaja TMK 2500, prvi nov tramvaj v osiješkem prometu po letu 1982 in hkrati prvi nizkopodni tramvaj v Osijeku. Model je nastal v okviru pogodbe med Končarjem in mestom Osijek, podpisane 6. septembra 2023, s katero je bilo za mesto naročenih 10 tramvajev po ceni 25 milijonov evrov. Pogodba določa datum dobave prvega tramvaja za marec, zadnjega pa za september 2025. Župan Osijeka Ivan Radić je med predstavitvijo prvega novega tramvaja izjavil, da je bila sklenjena okvirna pogodba za dodatnih 10 vozil.

## Linije
V Osijeku sta dve progi tramvaja:
- 1 : Višnjevac – Zeleno polje
  - Višnjevac – Ulica bana J. Jelačića – Ulica J. J. Strossmayera – Trg A. Starčevića – Evropska avenija – Ulica cesarja Hadrijana – Ulica Matije Gupca – Zeleno polje
- 2 : Trg Anteja Starčevića – Bikara
  - (Krožna pot: Đakovština → Železniška postaja → Ulica S. Radića → Trg A. Starčevića → Đakovština) – Vinovačka ulica – Ulica Gacka – Ulica M. Divalta – Bikara

## Vozni park
| Slika | Ime                              | Garažni znaki            | Število tramvajev (v uporabi) | Pripomba |
| ----- | -------------------------------- | ------------------------ | ----------------------------- | --- |
|       | TMK 2500                         | 2501-2502                | 2 (1)                         | Naročenih je bilo skupno 10 vozil, dobava pa bo potekala od marca do septembra 2025.                             |
|       | Tatra T3R.PV                     | 0601 – 0611, 0712 – 0717 | 17 (17)                       | Nekdanji Tatra T3YU, obnovljeni v letih 2006 in 2007.                                                            |
|       | Tatra T3YU                       | 8225 – 8226              | 2 (0)                         | Preostali Tatri T3YU, ki niso bili obnovljeni v letih 2006 in 2007, niso v aktivni uporabi.                      |
|       | Düwag GT6                        | 9527 9528 9530 0934      | 4 (0)                         | Pridobljeno leta 1995 iz Mannheima. Pridobljeno leta 2009 iz Zagreba.                                            |
|       | Düwag GT6 Mannheim               | 1237 1239                | 2 (0)                         | Pridobljeno leta 2012 iz Zagreba.                                                                                |
|       | Stari tramvaj iz leta 1926 Škoda | 8                        | 1 (0)                         | Originalni osiješki električni tramvaj iz leta 1926 (Ni v voznem stanju od leta 2014 zaradi popravila krmilnika) |